# توني كار (لاعب كرة سلة)
توني كار (11 أكتوبر 1997 بفيلادلفيا في الولايات المتحدة - ) (بالإنجليزية: Tony Carr)‏ هو لاعب كرة سلة أمريكي في مركز هجوم خلفي.

## وصلات خارجية
- توني كار على موقع إن بي أي (الإنجليزية)
- توني كار على موقع سبورتس رفرنس (الإنجليزية)
- توني كار على موقع كرة السلة الأوروبية.كوم (الإنجليزية)
- توني كار على موقع كلية كرة السلة في سبورتس رفرنس.كوم (الإنجليزية)
- توني كار على موقع ريلجم (الإنجليزية)
- توني كار على موقع بروبوليرز (الإنجليزية)
- توني كار على موقع سبورتس رفرنس (الإنجليزية)
- توني كار على موقع سبورتس رفرنس (الإنجليزية)